# نیروگاه شیرایک
نیروگاه شیرایک (به عربی: محطة شیرایک للتولید) یک نیروگاه برقابی در سودان است که در سودان واقع شده‌است.